# FTampa
Felipe Augusto Ramos, conhecido como FTampa (Conselheiro Lafaiete, 2 de junho de 1986) é um DJ e produtor musical brasileiro.

## Carreira
FTampa aprendeu ainda cedo a tocar guitarra e teclado, e aos 13 anos já tinha sua primeira banda de rock. Após se mudar para Belo Horizonte, Minas Gerais ele desistiu da música e investiu no marketing, indo trabalhar no famoso Grupo Super Nosso, grande rede supermercadista da cidade. Em 2010 seu amigo lhe deu a ideia de criar música eletrônica já que é mais fácil de produzir que uma banda de apoio.
Conhecido desde cedo pelo seu apelido de tampa, relacionado a pessoa com a estatura baixa, ele descobriu que o nome não poderia ser usado como nome artístico pois outro artista já o possuía então ele acrescentou o "F", inicial de seu nome.
Sua faixa "Kick It Hard", era considerada por ele uma música muito comercial e que ele não apostava nela e chegou a pedir a gravadora para deleta-la. Portanto, o DJ holandês Hardwell tocou a música dando ainda mais visibilidade a FTampa.
Em 24 de julho de 2016, Ftampa se tornou o primeiro brasileiro a se apresentar no palco principal do Tomorrowland, maior festival de música eletrônica do mundo, na Bélgica.

## Discografia

### Singlesem paradas
| Título                                                                          | Ano  | Melhores posições | Melhores posições | Melhores posições | Melhores posições | Melhores posições | Melhores posições | Melhores posições | Melhores posições | Melhores posições | Melhores posições | Melhores posições | Melhores posições | Álbum                |
| Título                                                                          | Ano  | AUS               | AUT               | BEL (Vl)          | BEL (Wa)          | FIN               | FRA               | GER               | IRL               | NLD               | SWE               | SWI               | UK                | Álbum                |
| ------------------------------------------------------------------------------- | ---- | ----------------- | ----------------- | ----------------- | ----------------- | ----------------- | ----------------- | ----------------- | ----------------- | ----------------- | ----------------- | ----------------- | ----------------- | -------------------- |
| "031" (com The Fish House)                                                      | 2015 | —                 | —                 | 19[A]             | —                 | —                 | —                 | —                 | —                 | —                 | —                 | —                 | —                 | Não incluso em álbum |
| "—" denota singles que não entraram nas paradas ou não foram lançados no local. |      |                   |                   |                   |                   |                   |                   |                   |                   |                   |                   |                   |                   |                      |

### "Singles"
Somente singles lançados desde 2012 estão aqui listados:
- 2012: "Brazealand" (com Ryan Enzed)
- 2012: "We Are The Real Motherfuckers" (com Alex Mind)
- 2013: "Chaos"
- 2013: "Run Away" (Vocal & Instrumental Mix)
- 2013: "Kick It Hard"
- 2013: "Do It Yourself" (com Paniet)
- 2013: "Hero / Make Some Noise EP"
- 2013: "Yes" (com Vandalism)
- 2014: "Twice"
- 2014: "Falcon" (com Bruno Barudi)
- 2014: "Kismet" (com Goldfish & Blink)
- 2014: "Samba" (com Klauss Goulart)
- 2014: "97" (com Kenneth G)
- 2014: "5 days (FTampa)"
- 2014: "Slammer" (com Quintino)
- 2015: "Slap" (com Felguk)
- 2015: "Troy" (com WAO)
- 2015: "That Drop"
- 2015: "Strike It Up"
- 2015: "Lifetime" (com Sex Room)
- 2016: "Need You" (com Sex Room)
- 2016: "Stay" (com Amanda Wilson)
- 2016: "Our Way" (com Kamatos)
- 2017: "Love Is All We Need" (com Anne Marie)
- 2017: "Glowing"
- 2017: "Light Me Up"
- 2017: "You Gotta Be" (com Mobin Master com participação de Kamatos)

### Remixes
- 2011: Cine- "#emchoque" (FTampa Remix)
- 2013: Hide and Scream - "Vitalic" (FTampa Remix)
- 2013: DJ Exodus, Leewise - "We Are Your Friends" (FTampa Remix)
- 2014: Avicii - "Jailbait" (FTampa Vicious21 Remix)
- 2014: Darth & Vader - "Extermination" (FTampa Remix)
- 2015: Nervo - "Hey Ricky" (FTampa Remix)
- 2016: Tritonal, Steph Jones - "Blackout" (FTampa Remix)
- 2016: Cash Cash, Digital Farm Animals, Nelly - "Millionaire" (FTampa Remix)
- 2016: MAGIC! - "Red Dress" (FTampa Remix)
- 2016: Tinashe - "Superlove" (FTampa Remix)
- 2016: Britney Spears, G-Eazy - "Make Me..." (FTampa Remix)
- 2017: MAGIC! - Darts In the Dark (FTampa Remix)
- 2018: Pink - Whatever You Want (FTampa Remix )